# Kike Barja
Enrique "Kike" Barja Afonso (ur. 1 kwietnia 1997 w Noáin) – hiszpański piłkarz, który gra jako pomocnik w CA Osasunie.